# رضایت ملکه
رضایت ملکه  در بریتانیا، و برخی دیگر از کشورهای مشترک المنافع، یک کنوانسیون پارلمانی است. بر اساس آن هر زمان که پیشنهاد برای ارائه قوانینی وجود داشته باشد که بر اختیارات خود ولیعهد یا منافع آن (درآمدهای ارثی، دارایی شخصی) تأثیر بگذارد، رضایت ولیعهد درخواست می‌شود. در بریتانیا این رویه به موضوعاتی که بر دوک نشین لنکستر تأثیر می‌گذارد نیز گسترش می‌یابد. بر اساس یک کنوانسیون مشابه،رضایت شاهزاده باید برای امور مربوط به دوک نشین کورنوال اخذ شود.
رضایت ملکه کاملاً با توشیح ملوکانه (تأیید نهایی و رسمی یک لایحه توسط پادشاه پس از تصویب) متفاوت است. اعطای رضایت ملکه (یا شاهزاده) در مراحل خیلی زودتر از مراحل رسیدگی اتفاق می‌افتد و به عنوان رضایت پارلمان برای بحث در مورد لایحه پیشنهادی عمل می‌کند.
به گفته ارسکین می در سال۱۸۵۱، مزیت عملی رضایت ملکه این بود که تاج را قادر می‌سازد تا از حقوق خود بدون نیاز به مسدود کردن لایحه پس از تصویب با امتناع از موافقت سلطنتی محافظت کند. با این حال، اخیراً انتقادهایی مبنی بر مشورت با تاج در مورد محتوای لوایح آتی و «دادن حق و فرصت برای شکل‌دادن به قوانین آینده» وجود داشته‌است.منتقدان ادعا می‌کنند که اگرچه ممکن است تاج و تخت بر خلاف توصیه‌های دولت هرگز به‌طور رسمی از رضایت خود دریغ نکند، با این حال از این رویه برای بررسی و تغییر پیش‌نویس‌های لوایح قبل از رسیدن به مجلس استفاده می‌شود. یکی از گزارش‌ها اشاره کرد که «تقریباً مسلم است که برخی از لوایح قبل از معرفی به منظور رفع نگرانی‌های مربوط به رضایت ولیعهد تغییر کرده‌اند».

## خاستگاه و مبنای قانون اساسی
منشأ رضایت پادشاه نامشخص است. شواهدی وجود دارد مبنی بر اینکه برای اولین بار در سال۱۷۲۸ زمانی که جورج دوم به پارلمان اجازه داد تا در مورد لایحه سرکوب دزدی دریایی بحث و گفتگو کند، مورد استناد قرار گرفت، که نشان می‌دهد این قانون برای چندین صد سال بخشی از روند قانونگذاری بریتانیا بوده‌است. موافقت شاهزاده یک پیشرفت جدیدتر است، احتمالاً تا سال 1848.
رضایت پادشاه حق پادشاه است و اختیاری نیست. دفتر رایزنی مجلس انگستان اعلام کرده‌است که این موضوع کاملاً رویه مجلس است. در سال ۲۰۱۴، کمیته اصلاحات سیاسی و قانون اساسی مجلس عوام انگلیس تحقیقی را در مورد اساس این رویه انجام داد و پس از شنیدن شواهد قانونی و پارلمانی کارشناسی به این نتیجه رسید که رضایت در واقع یک موضوع رویه پارلمانی است.
ویرایش۱۸۵۱ (دومین) ارسکین می: رویه پارلمانی بیان کرد که این رویه «بر اساس استفاده پارلمانی استوار است، که هر دو مجلس موافقت کرده‌اند که رعایت کنند» و در نتیجه «نمی‌توان آن را به‌عنوان عدم مداخله در روند رسیدگی به اشتباه تعبیر کرد. ارسکین می از رویه ارتباط قبلی بین پارلمان و ولیعهد دفاع کرد، بر این اساس که، بدون رضایت ملکه، اگر پارلمان بر خلاف میل خود منافع را از بین ببرد یا بر انحصار تاج تأثیر بگذارد، تاج در هر صورت می‌تواند ا امتناع از موافقت سلطنتی از آن محافظت کند؛ بنابراین، او رضایت ملکه را سودمند می‌دانست، زیرا تاج را از اعمال حق امتیاز خود به این طریق بازمی‌داشت. نسخه‌های اخیر اسکرین می بحث در مورد مزایای این عمل را کنار گذاشته و به سادگی بیان می‌کند که تحت شرایط خاصی رضایت «الزامی» است، و پیامدهای عدم ارائه آن را ناگفته می‌گذارد.

## صورتحساب‌ها تحت تأثیر قرار می‌گیرند
لوایحی که بر اختیارات سلطنتی و دارایی شخصی و «منافع شخصی» پادشاه تأثیر می‌گذارد، مستلزم رضایت پادشاه است.
در انگلستان، و همچنین صورت‌حساب‌هایی که بر حق امتیاز تأثیر می‌گذارند، صورت‌حساب‌هایی که بر درآمدهای ارثی دوک‌نشین لنکستر یا دوک‌نشین کورنوال تأثیر می‌گذارند، نیاز به رضایت پادشاه دارند. لوایح مربوط به دومی نیز مستلزم رضایت شاهزاده ولز به عنوان دوک کورنوال است. در شرایط خاص، مانند قانون مجلس اعیان ۱۹۹۹، رضایت شاهزاده ولز، به عنوان ارل چستر یا شاهزاده و مباشر بزرگ اسکاتلند، نیز باید در جایی که یک لایحه بر منافع وی تأثیر می‌گذارد، اخذ شود. در سال ۱۹۹۳، رضایت ملکه و رضایت شاهزاده در رابطه با اقدام کاهنان (انتصاب زنان) در سال ۱۹۹۳ که امکان انتصاب زنان در کلیسای انگلستان را فراهم کرد، مورد نیاز بود.
دفتر مشاور پارلمانی راهنمایی‌هایی را درمورد نیاز به رضایت پادشاه یا شاهزاده و رویه‌های مرتبط با آنها ارائه کرده‌است.
در کانادا، هیچ قانون پارلمانی پادشاه یا حقوق آنها را مقید نمی‌کند، مگر اینکه در قانون ذکر شده باشد که چنین می‌کند. رضایت پادشاه (یا رضایت سلطنتی) معمولاً توسط فرماندار کل از طرف حاکم اعطا می‌شود و به‌طور ویژه به پارلمان ابلاغ می‌شود. با این حال، معمولاً توسط یکی از وزیران ولیعهد کانادا بیان می‌شود.

## تأثیر بر رویه‌های مجلس
موافقت معمولاً در یک (در مجالس قانونگذاری تک مجلسی) یا هر دو مجلس (در مجالس دو مجلسی) پارلمان، در قرائت دوم یا سوم، توسط مشاور مخفی مشخص می‌شود و به زبان هانسارد ثبت می‌شود. در مواردی که قوانین پیشنهادی که ممکن است بر اختیارات سلطنتی یا منافع خصوصی ولیعهد تأثیر بگذارد، توسط کابینه حمایت می‌شود (همان‌طور که در مورد اکثر لوایح مورد بررسی توسط مجلس وجود دارد)، اداره حمایت کننده از لایحه باید به کاخ نامه بنویسد تا حداکثر زمان ممکن کمتر از ۱۴ روز قبل از تقدیم لایحه به مجلس را بدهد، : 6.1 در پارلمان اسکاتلند، رضایت توسط یکی از اعضای دولت اسکاتلند مشخص می‌شود. در پارلمان کانادا، رضایت سلطنتی تنها در یک مجلس قانونگذاری قابل ذکر است. در پارلمان انگلستان، موافقت پارلمان با عبارت زیر مشخص می‌شود (با عبارات مشابه برای رضایت شاهزاده):
| « | «من از جانب اعلیحضرت ملکه دستور دارم که مجلس را مطلع سازم که اعلیحضرت با اطلاع از مفاد [نام لایحه]، موافقت کرده‌اند که حق و منافع خود را تا آنجا که مربوط می‌شود، از طرف خود قرار دهد. از تاج و دوک نشین لنکستر، در اختیار پارلمان برای مقاصد این اقدام.» | » |

اگر رضایت لازم باشد اما مشخص نشود، لایحه ممکن است از طریق پارلمان پیشرفت بیشتری نداشته باشد. اگر یک لایحه به اشتباه اجازه پیشرفت داده شود، حتی اگر رضایت لازم مشخص نشده باشد و اشتباه قبل از صدور موافقت سلطنتی کشف شود، ممکن است بعداً رسیدگی باطل اعلام شود. در مواردی که لایحه ای مستلزم رضایت شاهزاده و مباشر اسکاتلند یا دوک روتسای است، پارلمان اسکاتلند نمی‌تواند دربارهٔ تصویب یا تصویب این لایحه بحث کند، مگر اینکه چنین موافقتی با آن مفاد توسط یکی از اعضای اجرایی اسکاتلند تأیید شده باشد. بمحض اینکه لایحه ای در مجلس به تصویب رسید و موافقت سلطنتی را دریافت کرد، بدون توجه به نقص در رویه مجلس، طبق اصول معمول امتیازات مجلس، از نظر دادگاه‌ها معتبر است.

## موافقت با توصیه کابینه صادر یا متوقف شد
اگر رضایت پادشاه خودداری شود، طبق اصول سلطنت مشروطه و حکومت مسئول، به توصیه دولت انجام می‌شود. سخنگوی ملکه در سال ۲۰۲۱ اظهار داشت که "رضایت ملکه یک فرآیند پارلمانی است و نقش یک حاکمیت کاملاً رسمی است.»
گاهی شاهزاده ولز موافقت شاهزاده را به توصیه وزرای حاکمیت اعطا می‌کند و از آن خودداری می‌کند، زیرا دوک نشین کورنوال در حوزه قضایی بریتانیا است. هیچ لایحه ای که بر دوک نشین کورنوال تأثیر می‌گذارد، نه توسط حاکمیت یا دوک کورنوال موافقت نکرده‌است. هر اعطای رضایت توسط شاهزاده ولز یک «موضوع با سابقه عمومی» است.
در حالی که پادشاه همیشه در صورت توصیه وزرا موافقت می‌کند، لایحه ای که مستلزم رضایت است، می‌تواند توسط دولت بدون نیاز به رای‌گیری باتوصیه مخالف حذف شود.
در سال ۱۹۹۹، ملکه، با توجه به توصیه وزیران، از تأیید موافقت خود با پارلمان برای بحث در مورد لایحه اقدام نظامی علیه عراق (تصویب پارلمان) خودداری کرد. این لایحه یک عضو خصوصی بود که به دنبال انتقال قدرت از دولت (به بیان دقیق، پادشاه با توصیه وزیران) به پارلمان برای صدور مجوز حملات نظامی علیه عراق بود. این موضوع باعث شد این لایحه مورد بحث قرار نگیرد. در سال ۱۹۸۸، لایحه کاخ وست مینستر (حذف مصونیت تاج و تخت) نمی‌توانست در پارلمان مورد بحث قرار گیرد، زیرا رضایت ملکه را نداشت، مانند اصلاح قانون مجلس اعیان در سال ۱۹۹۰که رضایت ملکه را نداشت

## بررسی صورتحساب‌ها بر اساس رویه رضایت
در حالی که وب سایت خانواده سلطنتی رضایت را به عنوان "کنوانسیون طولانی مدت تاسیس" توصیف می‌کند، روزنامه گاردین در فوریه۲۰۲۱ گزارش داد که یادداشت‌هایی در آرشیو ملی پیدا شده‌است که نشان می‌دهد اطلاعیه قبلی در مورد لوایح آتی به پادشاه اجازه می‌دهد تا تغییرات قانونی را لغو کند. استناد به رضایت واقعی این اسناد توسط توماس آدامز، متخصص حقوق اساسی در دانشگاه آکسفورد مورد بررسی قرار گرفت و گفت که آنها "نوعی نفوذ بر قوانین را آشکار می‌کنند که لابی‌ها فقط رویای آن را می‌بینند. "تأثیر اساسی" بر پیش نویس قوانینی که می‌تواند بر او تأثیر بگذارد. از سال۲۰۲۱، بیش از ۱۰۰۰صورتحساب برای رضایت ملکه یا شاهزاده به ملکه یا شاهزاده چارلز ارسال شده بود. بیش از ۵۰۰۰۰نفر تا ۲۸ فوریه۲۰۲۱ طوماری را امضا کرده بودند که درخواست تحقیق پارلمانی در مورد کنوانسیون رضایت ملکه را داشتند. کاخ باکینگهام به گاردین پاسخ داد و بیان کرد که رضایت همیشه در صورت درخواست داده می‌شود و قانون هرگز مسدود نمی‌شود.
گفته شده که سلطنت انگلیس در برخی موارد درخواست تغییر در پیش نویس قانون کرده‌است. در سال۱۹۷۳، زمانی که قرار بود لایحه‌ای برای شرکت‌ها شامل اقدامات شفاف‌سازی در پارلمان بریتانیا ارائه شود، پس از دریافت اخطار قبلی طبق رویه رضایت، وکیل ملکه و وزارت بازرگانی با استثنایی برای سران کشورها موافقت کردند. این به ملکه اجازه داد تا حداقل تا سال۲۰۱۱ از شرمساری افشای مالکیت سودمند سهام توسط ولیعهد اجتناب کند.رضایت ملکه برای این لایحه لازم نبود. در سال ۲۰۲۲ فاش شد که شاهزاده چارلز از رضایت ملکه برای تغییر قوانین پیشنهادی استفاده کرده‌است تا مستاجران اجاره ای دوک نشین کورنوال او حق خرید خانه‌های خود را نداشته باشند که بعداً به قانون اصلاحات اجاره ای، مسکن و توسعه شهری تبدیل شد. اسناد ۱۹۹۳. نشان داد که چارلز به نخست‌وزیر جان میجر نامه نوشت و «نگرانی ویژه» خود را در مورد این جنبه ابراز کرد. دولت نمی‌خواست این استثنا را اعطا کند، زیرا می‌ترسید این امر باعث ایجاد سابقه‌ای برای سایر مالکان اصلی شود، اما در نهایت، با اکراه، معافیت ویژه را برای اجتناب از آنچه که یکی از مقامات وایت هال به عنوان «مشاهده بزرگ با شاهزاده ولز» توصیف کرد، در نظر گرفت. وی گفت: «اراده وزرا می‌تواند بر اراده سلطنتی غالب شود، اما بحران قانون اساسی ابعاد دیگری از بحث و جدل را به لایحه اضافه می‌کند که بهتر است از آن اجتناب شود».
در ژوئیه۲۰۲۱ گزارش شد که اخطار قبلی ارائه شده توسط رویه رضایت در پارلمان اسکاتلند در سال۲۰۲۱ مورد استفاده قرار گرفت تا پیش نویس قانون اصلاح شود تا ملکه، یکی از بزرگ‌ترین مالکان در اسکاتلند، تنها کسی باشد که این کشور ملزم به تسهیل ساخت خطوط لوله برای گرم کردن ساختمان‌ها با استفاده از انرژی‌های تجدید پذیر نباشد. دولت اسکاتلند زمانی که وزیر انرژی این معافیت را به لایحه انرژی سبز اضافه کرد، مداخله وکیل ملکه را فاش نکرد، از زمان تأسیس در سال ۱۹۹۹، پارلمان اسکاتلند حداقل ۶۷ لایحه پارلمانی را به ملکه اطلاع داده‌است. مشخص نیست که چند نفر در نتیجه تغییر کرده‌اند. ویلی رنی رهبر لیبرال دموکرات اسکاتلند در یک سؤال پارلمانی از دولت اسکاتلند خواست تا لیستی از اقدامات اصلاح شده در نتیجه تبادل نظر با نمایندگان ملکه را ارائه دهد. دولت اسکاتلند در نهایت از پاسخ دادن به این سؤال خودداری کرد، اما یادداشت‌های محرمانه ای بعداً فاش شد که می‌گوید تقریباً مطمئن است که برخی از لوایح قبل از معرفی تغییر کرده‌اند، اما چون در صحن پارلمانی " اصلاح " نشده‌اند، آنها را تغییر لحاظ نکرده‌اند.
درپاسخ به این گزارش‌ها در مورد رضایت ملکه در اسکاتلند، کاخ گفت: «خانواده سلطنتی می‌توانند در مورد لوایح به منظور اطمینان از صحت فنی و سازگاری اعمال این لایحه بر تاج، یک اصل حقوقی که توسط قانون کنترل می‌شود، مشورت شود.»